# Tigard
Tigard ist eine Stadt im Washington County, US-Bundesstaat Oregon. Sie hatte 54.539 Einwohner (Stand: 2020) und liegt in der Metropolregion Portland (Metropolitan Statistical Area Portland-Vancouver-Hillsboro).

## Geografie
Die Stadt liegt südlich von Beaverton und nördlich von Tualatin und ist Teil der Metropolregion Portland. Die Interstate 5 und die Oregon Route 217 sind die Hauptautobahnen in der Stadt, während die Oregon Route 99W und die Oregon Route 210 als weitere wichtige Verkehrswege dienen. Der öffentliche Nahverkehr wird von TriMet über mehrere Buslinien und die WES-Pendelbahnlinie angeboten.

## Geschichte
Die Gegend wurde Mitte des 19. Jahrhunderts erstmals von europäischen Siedlern kolonisiert. Der Donation Land Claim Act von 1850 förderte die Ansiedlung im Oregon-Territorium und ermutigte Tausende von weißen Siedlern, in dieses Gebiet zu kommen. Tigard (zuerst East Butte und danach Tigardville genannt) war anfangs eine kleine Bauernsiedlung. Im Jahr 1910 beschleunigte die Ankunft der Oregon Electric Railway die Entwicklung. Die Stadt wurde 1907 von der Eisenbahn in Tigard umbenannt, um sie besser vom nahe gelegenen Wilsonville zu unterscheiden. 1961 erfolgte Erhebung der Siedlung zu einer Gemeinde.

## Demografie
Nach der Schätzung von 2019 leben in Tigard 55.514 Menschen. Die Bevölkerung teilte sich im selben Jahr auf in 81,9 % Weiße, 1,1 % Afroamerikaner, 0,4 % amerikanische Ureinwohner, 8,1 % Asiaten, 0,8 % Ozeanier und 4,9 % mit zwei oder mehr Ethnizitäten. Hispanics oder Latinos aller Ethnien machten 12,6 % der Bevölkerung von Tigard aus. Das mittlere Haushaltseinkommen lag bei 79.809 US-Dollar und die Armutsquote bei 8,9 %.
| Jahr | Einwohner¹ |
| ---- | ---------- |
| 1970 | 6.499      |
| 1980 | 14.799     |
| 1990 | 29.344     |
| 2000 | 42.249     |
| 2010 | 48.035     |
| 2020 | 54.539     |

¹ 1970 – 2020: Volkszählungsergebnisse

## Wirtschaft
Der Messerhersteller Gerber Legendary Blades hat seinen Hauptsitz in Tigard.